# Masters de Miami 1992

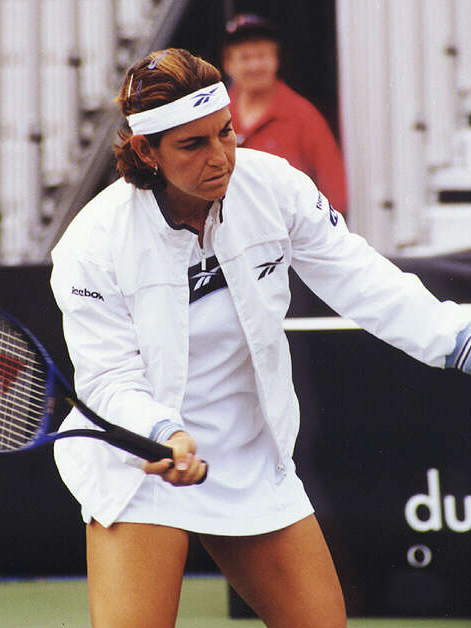
Campeona de dobles e individuales femenino en el Masters de Miami (1992).

El Abierto de Miami 1992 (también conocido como 1992 Lipton International Players Championships por razones de patrocinio) fue un torneo de tenis jugado sobre pista dura. Fue la edición número 8 de este torneo. El torneo masculino formó parte de los Super 9 en la ATP. Se celebró entre el 11 de marzo y el 21 de marzo de 1992.

## Campeones

### Individuales Masculino
Michael Chang vence a  Alberto Mancini, 7–5, 7–5

### Individuales Femenino
Arantxa Sánchez Vicario vence a  Gabriela Sabatini,  6–1, 6–4

### Dobles Masculino
Ken Flach /  Todd Witsken vencen a  Kent Kinnear /  Sven Salumaa, 6–4, 6–3

### Dobles Femenino
Arantxa Sánchez Vicario /  Larisa Savchenko vencen a  Jill Hetherington /  Kathy Rinaldi, 7–5, 5–7, 6–3